# اتحادیه بسکتبال کره جنوبی
اتحادیه بسکتبال کره جنوبی (کره‌ای: 대한농구협회) نهاد اداره کننده ورزش بسکتبال در کشور کره جنوبی است. این اتحادیه که در سال ۱۹۲۵ تاسیس شده مقر آن در شهر سئول قرار دارد.